# Belén Arrojo
María Belén Arrojo Jiménez (Granada, Andalucía, 8 de enero de 1995) es una jugadora de baloncesto española. Con 1,88 metros de estatura juega en la posición de alero.

## Palmarés

### Selección nacional

#### Absoluta
- Mundial 2018 ( España)

#### Categorías inferiores
- Europeo U16 2011 ( Italia) – Equipo ideal
- Mundial U17 2012 ( Ámsterdam) – Equipo ideal
- Europeo U18 2013 ( Croacia)
- Europeo U20 2014 ( Udine)
- Europeo U20 2015 ( España)